# Daisy Dares You

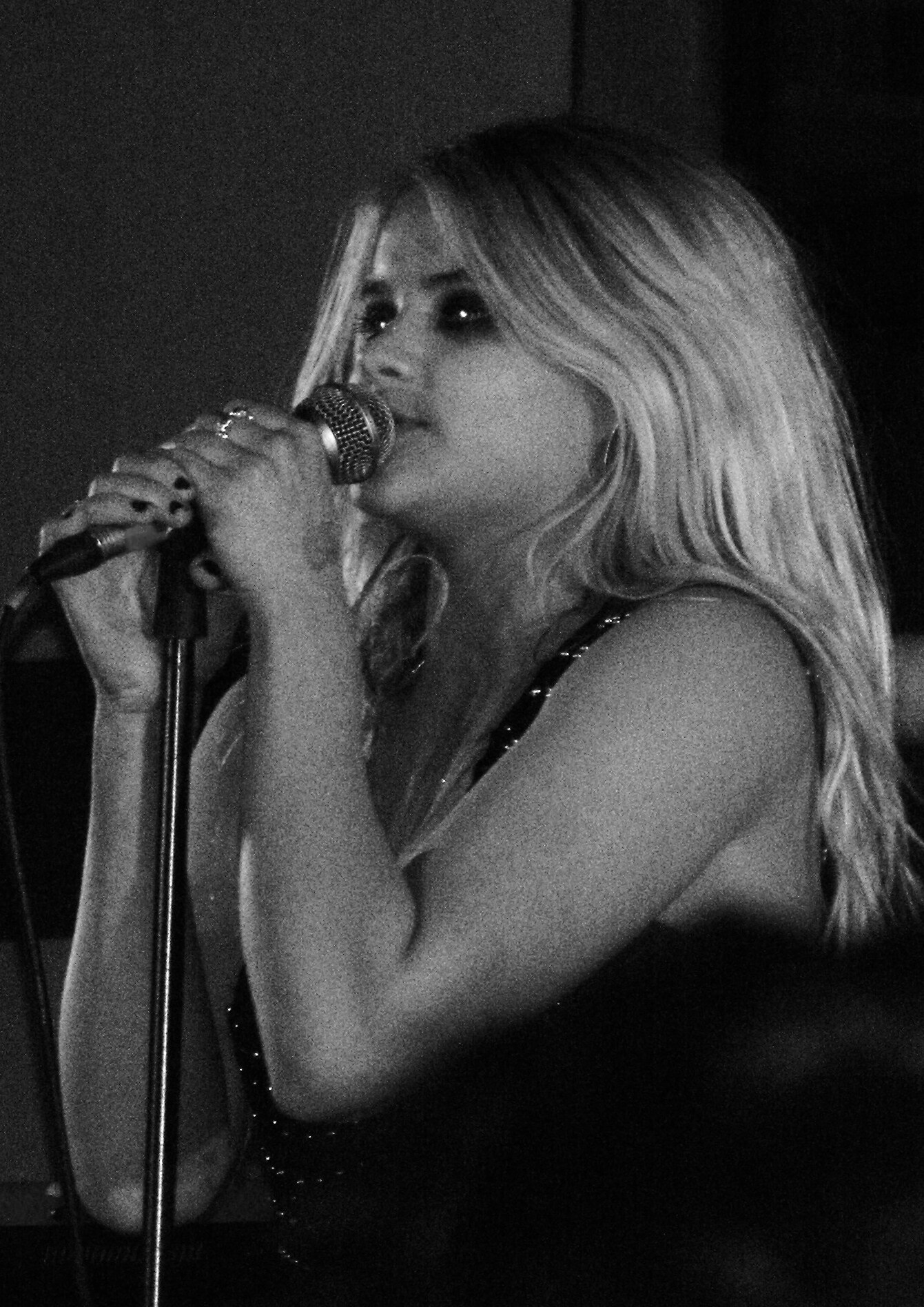
Daisy Dares You

Daisy Coburn (* 1993 in Essex) ist eine englische Popmusikerin. Bekannt ist sie für ihren Charthit Number One Enemy, den sie 2010 unter dem Künstlernamen Daisy Dares You veröffentlichte.

## Biografie
Daisy Coburn lernte bereits mit sechs Jahren Gitarre und Klavier. Sie gehört zu den Musikern, die in der zweiten Hälfte der 2000er MySpace als Plattform für ihre Songveröffentlichungen nutzten und durch den Erfolg dort Angebote von Plattenlabels bekamen. Jive Records nahm sie 2009, mit 16 Jahren, unter Vertrag. Unter dem Namen Daisy Dares You stellte sie selbst geschriebene Lieder online. Der MySpace-Hype und die Ankündigung ihrer Debütsingle führte dazu, dass sie für den BBC Sound of 2010 nominiert wurde. Als Gastrapper wirkte bei ihrer ersten Veröffentlichung Chipmunk mit, der im Jahr zuvor mit Oopsy Daisy einen Nummer-eins-Hit gehabt hatte. Bereits im März 2010 erschien die Single Number One Enemy und erreichte in den britischen Charts Platz 13. Nur wenige Monate später sollte ihr Debütalbum folgen. Es erschien aber nur noch die Single Rosie, die ohne Platzierung blieb, das fertige Album kam nie heraus. Lediglich eine Live-EP von iTunes kam noch auf den Markt.
In den folgenden Jahren war sie vorwiegend als Bandmusikerin aktiv, bevor sie 2020 einige Soloveröffentlichungen unter ihrem richtigen Namen Daisy Coburn machte.

## Diskografie
EPs
- iTunes Festival: London 2010 (Live-EP, 2010)
- No Love (als Daisy Coburn, 2020)

Lieder
- Number One Enemy (featuring Chipmunk, 2010)
- Rosie (2010)
- Fire (als Daisy Coburn, 2020)